# Cantabrotherium
Cantabrotherium is een geslacht van uitgestorven herbivore palaeotheriide zoogdieren dat behoort tot de Perissodactyla. Het leefde in het Midden- tot Laat-Eoceen (ongeveer 45 - 38 miljoen jaar geleden) en zijn fossiele overblijfselen zijn gevonden in Spanje.

## Beschrijving
Cantabrotherium staat vooral bekend om de afzonderlijke overblijfselen van kaken met tanden, en daarom is een gedetailleerde reconstructie van het uiterlijk onmogelijk. Hoe dan ook, uit de vergelijking met vergelijkbare maar beter bekende dieren (bijvoorbeeld Palaeotherium) is het mogelijk om te veronderstellen dat Cantabrotherium een grote viervoeter was, met een postuur vergelijkbaar met die van een modern paard, met sterke en robuuste ledematen en een langwerpige schedel. De premolaren waren basaal van vorm, terwijl de kiezen een bijzonder hoge kroon (hypsodont) en zeer schuine kammen hadden.

## Classificatie
Cantabrotherium is een vertegenwoordiger van de palaeotheriiden, een groep perissodactyle zoogdieren die in de verte verwant zijn aan paarden, maar met een nogal ander uiterlijk. Het is niet duidelijk wat de verwanten van dit geslacht binnen de familie zouden kunnen zijn, maar het lijkt aannemelijk om het dichter bij het geslacht Palaeotherium te brengen, ook al verschilde het daarvan door de uitgesproken hypsodonte molaren en de zeer schuine kammen. Cantabrotherium bezat ook niet gemolariseerde premolaren, een basaal kenmerk.
Cantabrotherium werd voor het eerst beschreven in 1987, op basis van fossiele resten gevonden in het gebied van Llamaquique (Oviedo). Later werden andere overblijfselen gevonden in andere delen van Spanje (Guadalajara, Soria). Cantabrotherium staat bekend om twee soorten: de oudste en meest basale is Cantabrotherium casanovasae, vernoemd naar M.L. Casanovas en met holotype 9.299, kleiner van formaat en met iets lagere kroonkiezen. Aan de andere kant was de typesoort Cantabrotherium truyolsi groot (het zou de grootste bekende palaeotheriide kunnen vertegenwoordigen) en had zeer hoog gekroonde kiezen. De soortaanduiding eert Jaume Truyols Santonja.

## Paleo-ecologie
De hooggekroonde kiezen suggereren dat Cantabrotherium zich voedde met harde en nogal leerachtige groenten, die efficiënt moesten worden verwerkt. In dezelfde gebieden leefden andere palaeotheriiden met vergelijkbare kenmerken, hoewel van kleinere afmetingen, zoals Franzenium; het is mogelijk dat Spanje, in het bovenste Eoceen, een zekere mate van isolement had behouden vanwege de Atlantische wateren die het westelijke deel van het Ebro-bekken nog steeds bedekten. Er ontwikkelde zich een inheemse fauna van palaeotheriiden, misschien geschikt voor een droger klimaat en een meer leerachtig soort voedsel.